# Iraq in Fragments
Iraq in Fragments ist ein US-amerikanischer Dokumentarfilm aus dem Jahr 2006 unter der Regie von James Longley. Der Film wurde 2007 für einen Oscar nominiert.

## Handlung
Longley porträtiert in seinem dreigeteilten Film die Menschen des vom Krieg zerrütteten Landes und blickt mit seiner Kamera durch die Augen der Sunniten, Schiiten und Kurden. Thematisiert wird erstens das Schicksal des elfjährigen sunnitischen Jungen Mohammed, der kaum eine Möglichkeit hat, sich der Gewalt zu erwehren, die ihm nicht nur angetan wird, sondern auch um ihn herum herrscht. Zweitens werden die Anhänger des radikalen Geistlichen und Schiiten-Politikers Sadr, die die Durchsetzung islamischen Rechts um jeden Preis erreichen wollen und dabei Gewalt als selbstverständliches Mittel einkalkulieren gezeigt, wobei auch auf die Schia-Todesschwadronen der Mahdi-Miliz eingegangen wird. Zum Dritten wird eine kurdische Bauernfamilie gezeigt, die die US-Präsenz im Land begrüßt, die ihnen ein gewisses Maß an Freiheit garantiert, die ihnen zuvor verweigert wurde. Der Sohn der Familie träumt davon, eines Tages als Arzt arbeiten zu können. 
Der Film spiegelt das Leben der einfachen Bevölkerung des Iraks wider, ihr Elend, ihre Wut, aber auch Hoffnungen, die sie hegen und Freude und Verzweiflung, die sich abwechseln.  

## Produktion
Longley drehte den Film in Digital-Video auf einem Panasonic DVX-100 MiniDV-Camcorder. Die Filmaufnahmen entstanden im Zeitraum zwischen Februar 2003 und April 2005 im Irak. 300 Stunden Filmmaterial kamen zusammen. Iraq in Fragments ist Teil der Irak-Media-Action Projekt Film-Sammlung. Abschließend bearbeitet wurden die Filmaufnahmen im Medien Arts Center in Seattle. Die Dokumentation besteht aus drei Teilen und geht auf den jeweiligen Standpunkt der sunnitischen, schiitischen und kurdischen Bevölkerung ein. Der von John Sinno und James Longley produzierte Film wird vertrieben durch Typecast Releasing HBO Dokumentarfilme. Premiere hatte er am 21. Januar 2006 auf dem Sundance Film Festival, wo er mit drei Auszeichnungen bedacht wurde. Am 21. Januar 2007 lief er in den Kinos der USA an.

## Kritik
Iraq in Fragments wurde ganz überwiegend positiv bewertet. So befand David Ansen von Newsweek, dass der Film „wunderschöne“, „fast poetische“ Bilder biete, aber uns auch fühlen lasse, wie gebrochen das Land sei und diese untermaure, indem die unterschiedliche Sichtweise von Sunniten, Schiiten und Kurden gezeigt werde. AO Scott von der New York Times sprach von einer der besten Dokumentationen zu diesem Thema, weil der Film sich mit dem Alltag der Menschen beschäftige und einzelne Schicksale thematisiere. Ob man nun den Krieg im Irak für richtig oder falsch halte, ‚Iraq in Fragments‘ erinnere daran, wie kompliziert und schmerzhaft er sei. Michael Moore sprach von einem „wunderschönen Film“ und meinte, was dieser Film zeige, würde man in den Abendnachrichten niemals sehen. David Edelstein vom New York Magazine kam zu dem Schluss, der Film sei mehr als die Summe seiner Fragmente. Die Montagen seien intensiv, die Bilder hinreißend, der Film mache etwas fühlbar und je mehr man fühle, desto weniger verstehe man. Für Peter Byck vom Louisville Courier-Journal war ‚Iraq in Fragments‘ eine wunderschön gefilmte Biographie von einem Land am Rande des Bürgerkriegs. Film Comment vergab fünf Sterne (= perfekt) für einen außergewöhnlichen journalistischen Coup und sah in ‚Iraq in Fragments‘ einen kraftvollen Film, der danach verlange, gesehen zu werden.

## Auszeichnungen
- 2006: Ausgezeichnet auf dem Sundance Film Festival als „Bester Film“, für die „Beste Kamera“ und den „Besten Schnitt“.
- 2006: Ausgezeichnet auf dem Full Frame Documentary Film Festival mit dem „Großen Preis der Jury“.
- 2006: Ausgezeichnet mit dem Youth Jury Award beim Amnesty International Film Festival
- 2006: Ausgezeichnet mit dem Gold Hugo beim Chicago International Film Festival
- 2006: Ausgezeichnet mit dem Gotham Award
- 2006: Ausgezeichnet mit dem Néstor Almendros Award beim Human Rights Watch International Film Festival
- 2006: Ausgezeichnet mit dem Ida-Award der International Documentary Association
- 2006: Ausgezeichnet mit dem Special Mention des Mannheim-Heidelberg International Filmfestivals
- 2006: Ausgezeichnet mit dem NBR Award der National Board of Review, USA Top Five Documentaries
- 2007: Nominiert für einen Oscar in der Kategorie „Bester Dokumentarfilm“.